# Euastrum elegans
Euastrum elegans là một loài Song tinh tảo trong họ Desmidiaceae, thuộc chi Euastrum.